# Moustiers-Sainte-Marie
Moustiers-Sainte-Marie  (Mostiers Santa Maria en occitano provenzal según la norma clásica y Moustié-Santo-Mario según la mistraliana) es una comuna francesa situada en el departamento de Alpes de Alta Provenza (región de Provenza-Alpes-Costa Azul). Es el chef-lieu y mayor población del cantón de su nombre.
La población fue fundada por monjes en el siglo V, siendo ellos quienes instauraron la tradición de sus famosas cerámicas (fayenza). Se encuentra en pleno Parque natural regional del río Verdon, recorriéndola varias de las rutas turísticas que visitan los cañones del río. 

## Lugares y monumentos
Moustiers-Sainte-Marie está incluida en la lista de Les plus beaux villages de France. Además de su pintoresca ubicación al pie de un acantilado (que origina una cascada en pleno centro urbano durante los deshielos de primavera) y sus vistas sobre el macizo de Valensole, destacan su iglesia gótica, con un hermoso campanario, y la capilla de Notre-Dame-de Beauvoir, enclavada el un escarpe de las rocas que dominan la localidad, de estilo Románico tardío.

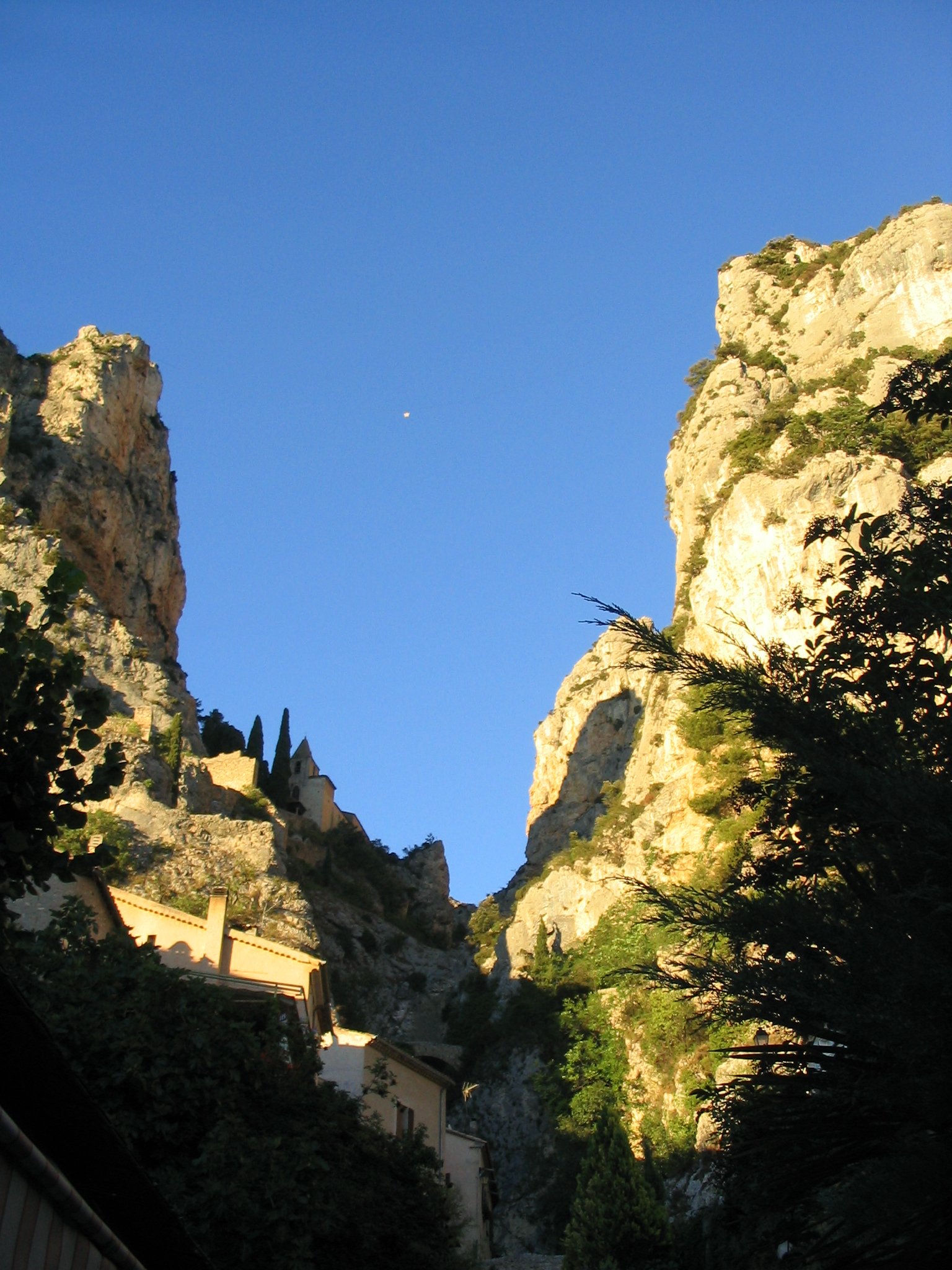
La Étoile dorée de Moustiers-Sainte-Marie suspendida entre montañas

Asimismo despierta interés el Museo de la fayenza, que muestra cerámicas decoradas de los siglos XVII y XVIII y objetos relativos a esta industria en Moustiers desde la época romana.
Pero si hay un signo identitario de Moustiers este es sin duda la estrella dorada (de hecho está representada en el blasón de la villa) que cuelga entre dos montañas a varias decenas de metros del suelo. Según la leyenda, se trata de una promesa hecha por el duque de Blacas a su regreso de las cruzadas, donde había sido prisionero de los sarracenos y que habría jurado colgar una estrella sobre su aldea si volvía a ella con vida. La que se puede observar hoy, con sus 80 cm de diámetro y suspendida a una cadena de 400 kg de peso, no es la original, habiendo sufrido varias restauraciones.

## Demografía
| 478             | 535 | 602 | 575 | 580 | 625 |
| (Fuente: INSEE) |     |     |     |     |     |